# Renzo Orrù
Renzo Orrù (San Nicolò Gerrei, 24 marzo 1931 – Cagliari, 26 maggio 2013) è stato un fumettista, illustratore e pittore italiano.

## Biografia
Fino alla fine della seconda guerra mondiale vive a Cagliari con la famiglia; nel 1947 frequenta un corso di disegno tenuto da Aurelio Galleppini e inizia poi a collaborare con una casa editrice di Milano realizzando una serie a fumetti di genere western. Negli anni cinquanta collabora come illustratore per un periodico locale di cronaca nera, La Sardegna Illustrata. Contemporaneamente, volendo dedicarsi alla pittura, frequenta alcuni artisti locali per apprenderne la tecnica. Nel 1953 inizia a collaborare con la Casa Editrice Arcobaleno di Giovanni De Leo realizzando diverse serie create dallo stesso editore insieme a Gallieno Ferri come Thunder Jack; sempre con Leo dal 1957 al 1958 realizza un'altra serie a strisce, Tom Tom.
Nel 1958 De Leo riprese un suo personaggio, Maskar, ideato nel 1949, pubblicandone una nuova serie edita fino al 1965 affidandone la realizzazione a Orrù; in appendice a questa serie Orrù realizzò anche la serie Ted Tuono, sempre scritta da De Leo. Nello stesso periodo lavora per lo stesso editore come illustratore per volumi di favole. Si trasferì poi a Novi Ligure per qualche tempo per poi passare a Milano dove inizia a collaborare con l'editore Gino Sansoni per il quale realizza la serie Maciste, pubblicata in appendice alla serie Big Ben Bolt e scritta da Nino Cannata. Rientrato poi in Sardegna, inizia a collaborare con la rivista Il Vittorioso realizzando storie di genere western.
Negli anni Settanta Orrù lavorò come illustratore per il periodico Il Paladino della Panini di Modena, per la casa editrice francese Lug di Lione e poi per la Edifumetto per la quale realizza numerosi albi a fumetti di vario genere; nella seconda metà degli anni settanta collabora con l'Editrice Dardo realizzando storie di genere bellico della serie Super Eroica.
Dagli anni ottanta si dedica alla pittura ma proseguendo la collaborazione con l’editore De Leo.